# Blambach

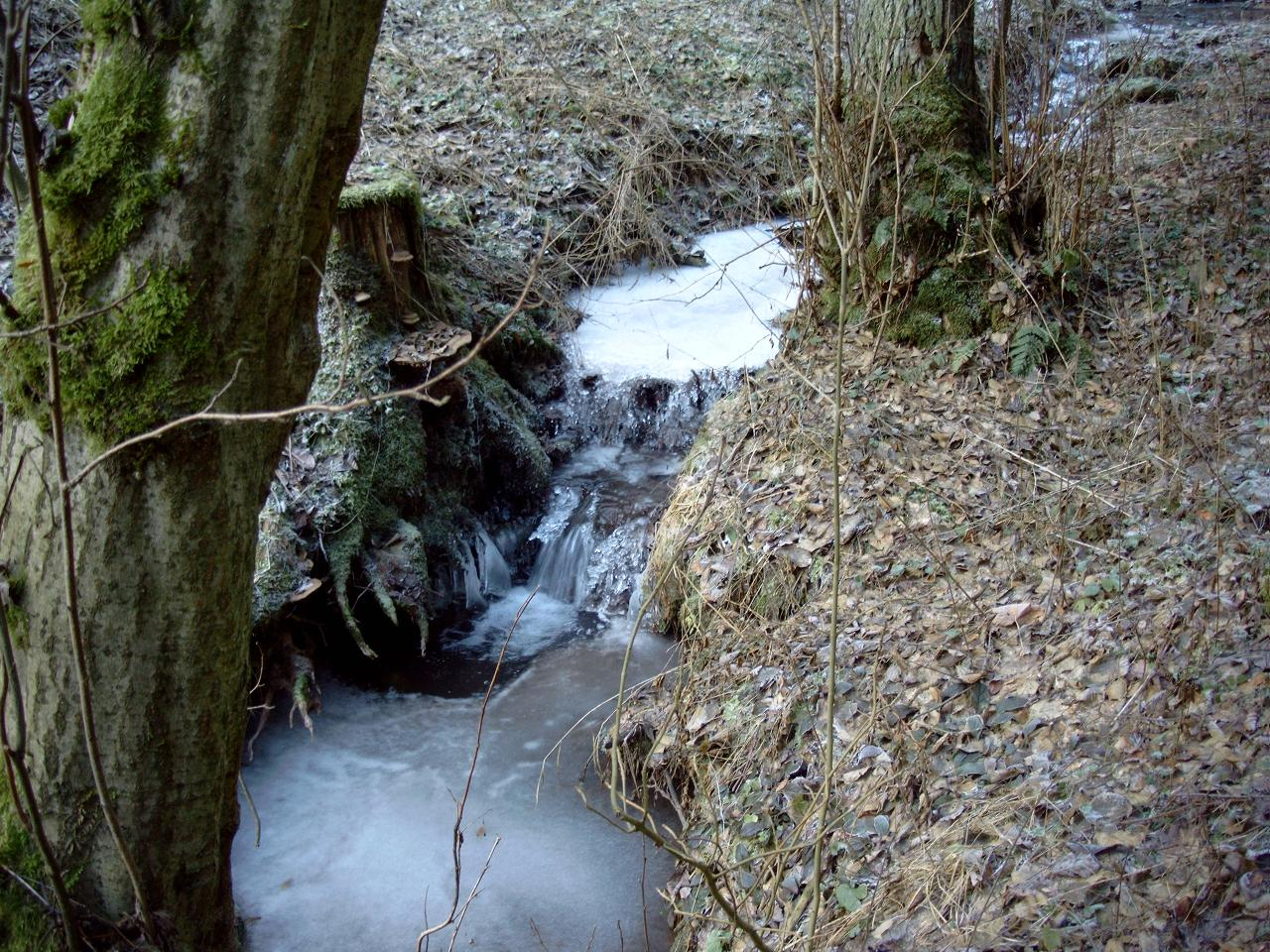
Der Blambach im Winter

Der Blambach 1981

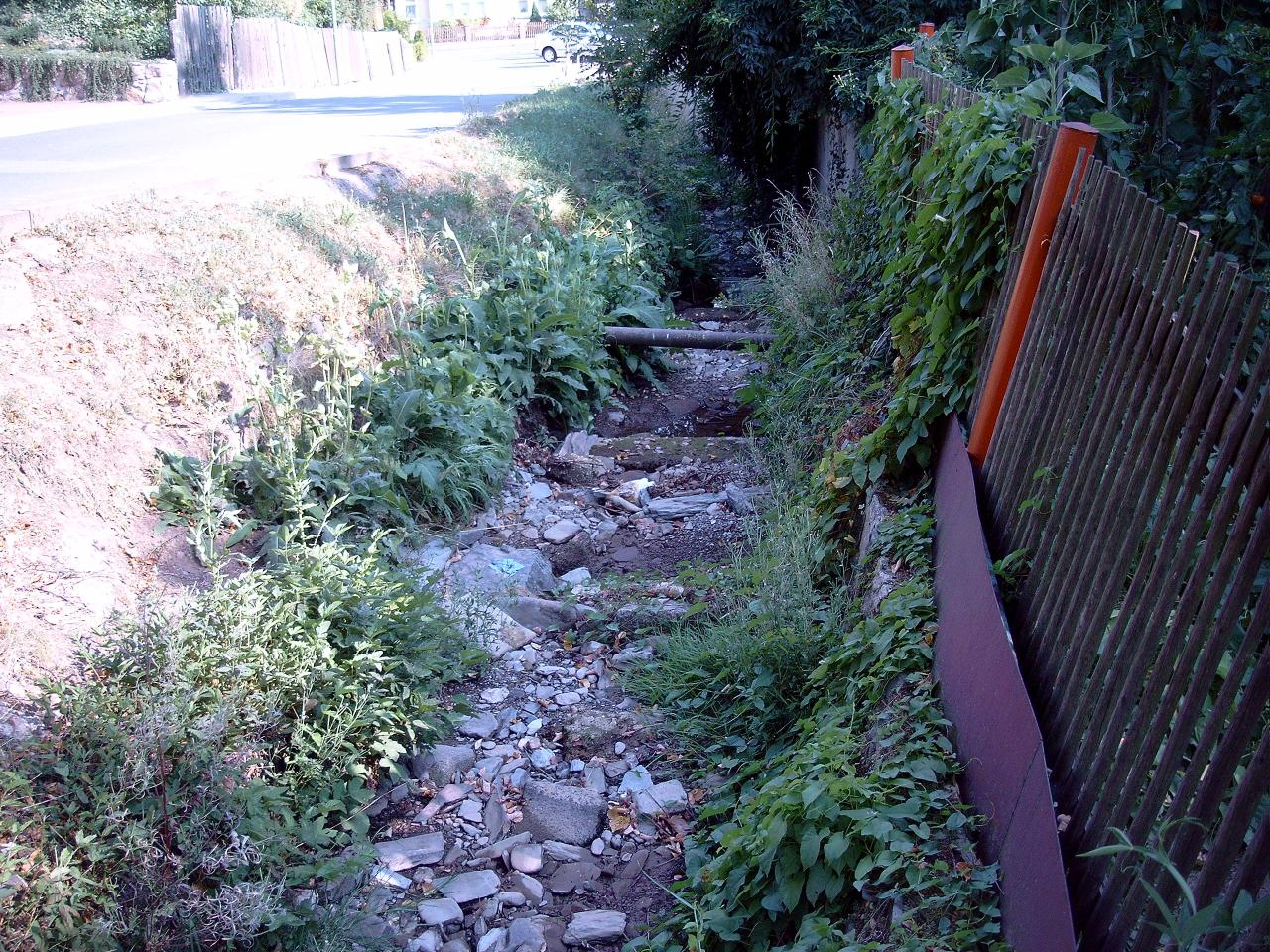
Der Blambach im August 2003

Der Blambach ist ein etwa fünf Kilometer langer Nebenfluss der Schwarza am Nordrand des Thüringer Schiefergebirges. Trotz seiner geringen Länge durchfließt er verschiedene Vegetationsformen und ist besonders wegen einer Klamm in seinem Unterlauf zu erwähnen. Auf Grund der besonderen und nur hier anzutreffenden Ausprägung des im Flussbett zu findenden Rhyolith-Gesteins wird dieses von Geologen auch Blambach-Rhyolith genannt.

## Verlauf
Der Blambach entspringt am Ostrand der Barigauer Höhe in etwa 600 m ü. NN. Der Blambach fließt dann zunächst in östlicher Richtung weiter, vorbei an Oberhain nach Unterhain. Hier bildet sich ein tieferes Tal, jedoch ist die Umgebung noch unbewaldet. Im Tal verläuft hier auch die Straße von Oberhain nach Allendorf. Am Beerberg macht das Tal eine Kurve und die Fließrichtung ändert sich auf Südost. Hier beginnt eine 1,5 Kilometer lange, 150 Meter tiefe Klamm, das Blambachtal. Rechts erhebt sich der 460 Meter hohe Ziegenberg, links der 493 Meter hohe Sommerberg. Beide sind bewaldet. Der Blambach unterquert am Ende der Klamm die Schwarzatalbahn, bevor er dann in Sitzendorf auf einer Höhe von etwa 320 m ü. NN von links in die Schwarza einmündet.

## Wasserführung
Normalerweise besitzt der Blambach nur eine geringe Wasserführung. Bei starken Niederschlägen im Bereich der Barigauer Höhe kann er aber auch Hochwasser führen, was auf Grund des engen Schwarzatals im Bereich Sitzendorf zuletzt 1981 größere Schäden anrichtete. Die letzte durch den Blambach ausgelöste Überschwemmung führte am 19. Mai 2017 zur Überflutung der Ortsstraße in Sitzendorf sowie der angrenzenden Grundstücke. Der vom Wasser mitgeführte Schlamm schädigte dabei auch verschiedene Wohngebäude. Andererseits kann es in trockenen Sommern vorkommen, dass der Bach völlig trockenfällt, zuletzt 2003 geschehen.